# Анденхаузен
Анденхаузен (њем. Andenhausen) општина је у њемачкој савезној држави Тирингија. Једно је од 61 општинског средишта округа Вартбург. Према процјени из 2010. у општини је живјело 230 становника. Посједује регионалну шифру (AGS) 16063001.

## Географија
Анденхаузен се налази у савезној држави Тирингија у округу Вартбург. Општина се налази на надморској висини од 560 метара. Површина општине износи 1,5 km². У самом мјесту је, према процјени из 2010. године, живјело 230 становника. Просјечна густина становништва износи 149 становника/km².